# 沃迪納縣
沃迪納縣（英語：Wadena County）是美國明尼蘇達州中北部的一個縣。面積1,406平方公里。根據美國2000年人口普查，共有人口13,713人。縣治沃迪納 (Wadena)。
成立於1858年6月11日，縣名是奧吉比瓦語常用的人名，也是昔日一個貿易點的名字 （原來是「小圓山丘」的意思）。